# Vicente Mir
Vicente Mir Arnau  (Meliana, Valencia, 5 de marzo de 1968) es un exfutbolista y entrenador español. Actualmente se encuentra sin equipo tras haber dimitido con el Alcoyano

## Carrera deportiva

### Trayectoria como jugador
Como futbolista, Mir militó en todas las categorías del fútbol español: en Primera División (Valencia), Segunda (Palamós CF y Valencia CF Mestalla), Segunda B (Elche CF, CD Alcoyano, Agrupación Deportiva Mar Menor-San Javier, Yeclano Club de Fútbol y Benidorm CD) y Tercera División (Benidorm y Villajoyosa).

### Trayectoria como entrenador
Tras colgar las botas en 2004 comenzaría entrenando a los juveniles del Benidorm CD Juvenil, Torrellano CF, Alicante CF B y al Valencia CF en categoría juvenil 
Mir en la temporada 2010/11 conquista con el Valencia CF Mestalla el ascenso a la División de Bronce.
El 15 de diciembre de 2011 la Comisión Directiva del Valencia Club de Fútbol aprobó la destitución de Vicente Mir como entrenador del Mestalla. El equipo es penúltimo en el Campeonato de Segunda B (Grupo 3) con un balance de 4 victorias, 4 empates y 9 derrotas. El reemplazante será Sergio Ventosa, hasta entonces preparador del Juvenil de División de Honor.
En junio de 2012 el Elche CF le ofrece un puesto como técnico del Elche Ilicitano que en aquel momento acababa de ascender a Tercera División. Bajo su batuta, el equipo ascendió a Segunda División B.
Vicente cuenta en su haber con dos ascensos a la Segunda División B con Valencia Mestalla y Elche Ilicitano. Ha sido técnico de este último equipo hasta el final de la convulsa temporada 2014/15 en la entidad franjiverde que finalizó con el descenso a Tercera (tenía contrato hasta el 30 de junio de este año pero la entonces nueva directiva presidida por Juan Anguix traía a su propio técnico para el filial), cuando solo un año antes se quedó en la última jornada de la liga regular sin el billete para disputar el play off de ascenso a la Liga Adelante al no poder superar al Llagostera.
En enero de 2016, Mir se convierte en nuevo técnico del Hércules, tras la destitución de Manolo Herrero, donde llegó en el mes de enero y logró la clasificación del conjunto herculano para los play off de ascenso y que éste disputará la final de las eliminatorias frente al Cádiz CF. Mir llevó al equipo blanquiazul hasta la final de la eliminatoria ante el Cádiz en la temporada 2015/16 en la que firmó los mejores números del club en esta etapa: 16 partidos seguidos sin perder en los 22 encuentros en los que dirigió al Hércules.
En febrero de 2017, se convierte en nuevo entrenador del Real Murcia para lo que resta de temporada, tras la destitución de Francisco García Ibáñez. El entrenador realizaría una gran segunda vuelta terminado la liga regular en segunda posición y realizando un buen play-off de ascenso en el que quedaría eliminado frente al  Valencia CF Mestalla.
En junio de 2017, firmaría con el Elche CF para intentar devolver al club ilicitano a la Segunda División de la que acabaría de descender.
En mayo de 2018, se convierte en nuevo entrenador del CD Alcoyano de Segunda División B. En febrero de 2019, es destituido debido a los malos resultados.
El 9 de diciembre de 2019, regresa al Hércules CF para dirigirlo en el Grupo III de Segunda División B.
El 11 de febrero de 2020, sería destituido como entrenador del Hércules CF, debido a los malos resultados.
El 22 de julio de 2020, se convierte en nuevo entrenador del Águilas Fútbol Club del Grupo XIII de la Tercera División de España.
El 27 de abril de 2021, es destituido como entrenador del Águilas Fútbol Club. Los números de Mir en el cuadro aguileño fueron de 23 jugados, 14 ganados, 6 empatados y 3 perdidos, siendo el equipo más goleador del grupo con 46 goles a favor y el menos goleado con sólo once dianas en contra.
El 18 de octubre de 2021, firma por el Atlético Saguntino de la Tercera Federación. El 28 de junio de 2022, tras conseguir el ascenso a Segunda Federación, abandonó el club tras no alcanzar un acuerdo en los aspectos deportivos.
El 26 de octubre de 2022, firma con el Torrent Club de Fútbol de la Tercera Federación.
El 27 de diciembre de 2024, firma por el CD Alcoyano del Grupo 2 de la Primera Federación

## Trayectoria como entrenador
| Club                             | País   | Año       |
| -------------------------------- | ------ | --------- |
| Benidorm CD Juvenil              | España | 2004      |
| Torrellano CF                    | España | 2005-2007 |
| Alicante CF B                    | España | 2007-2009 |
| Valencia CF Juvenil              | España | 2009-2010 |
| Valencia Club de Fútbol Mestalla | España | 2010-2011 |
| Elche Ilicitano                  | España | 2012-2015 |
| Hércules Club de Fútbol          | España | 2015-2016 |
| Real Murcia Club de Fútbol       | España | 2017      |
| Elche Club de Fútbol             | España | 2017      |
| Club Deportivo Alcoyano          | España | 2018-2019 |
| Hércules Club de Fútbol          | España | 2019-2020 |
| Águilas Fútbol Club              | España | 2020-2021 |
| Atlético Saguntino               | España | 2021-2022 |
| Torrent Club de Fútbol           | España | 2022-2024 |
| CD Alcoyano                      | España | 2025      |